# Opodiphthera astrophela
Opodiphthera astrophela är en fjärilsart som beskrevs av Walker 1855. Opodiphthera astrophela ingår i släktet Opodiphthera och familjen påfågelsspinnare. Inga underarter finns listade i Catalogue of Life.